# مارتس، اتریش
مارتس  (به آلمانی: Marz) یک منطقهٔ مسکونی در اتریش است که در ناحیه ماترسبورگ واقع شده‌است. مارتس ۱٬۹۷۴ نفر جمعیت دارد.